# Banjaresen
Die Banjar oder Banjaresen (Urang Banjar) sind eine ethnische Gruppe der Austronesier, die in der Banjar-Region (insbesondere Banjarmasin, Banjarbaru, Banjar-Distrikt usw.) im Süden und Südosten von Kalimantan (indonesischer Teil von Borneo) beheimatet ist.
Heutzutage findet man die banjaresische Diaspora auch in den benachbarten Banjar-Regionen, einschließlich der Kotabaru Regency, den südöstlichen Regionen von Zentral-Kalimantan, den südlichsten Regionen von Ost-Kalimantan und einigen Provinzen Indonesiens.
Die banjaresische Diaspora-Gemeinschaft ist auch in den Nachbarländern Indonesiens zu finden, etwa in Brunei, Malaysia, insbesondere in Perak, Selangor, Kedah und Johor sowie mit bedeutenden Minderheiten in Sabah und Singapur.

## Etymologie
Etymologisch leitet sich das Wort „Banjar“ von der Terminologie des Janyawai-Dialekts der Ma'anyan-Sprache ab, die wiederum aus dem Altjavanischen stammt. Es wurde ursprünglich verwendet, um die Ma'anyan, Meratus Dayak und Ngaju zu bezeichnen, die bereits „javanisiert“ waren, als die Javaner in die südöstlichen Regionen Kalimantans kamen, um ihre Zivilisation zu etablieren. Der Begriff banjar (ꦧꦚ꧀ꦗꦂ) selbst ist im Javanischen eine Kurzform des Verbs mbanjarke (ꦩ꧀ꦧꦚ꧀ꦗꦂꦏꦺ), das wörtlich „trennen und neu anordnen“ bedeutet.
In den Gemeinden Südkalimantans ist es allgemein bekannt, dass die Banjaresen früher Teil einer größeren Dayak-Gemeinschaft waren.

## Geschichte
Austronesische Völker wanderten um 2500 v. Chr. nach Borneo ein. Später, etwa um 400 n. Chr., brachten Menschen von Sumatra ihre Kultur nach Borneo. Diese kulturelle Verschmelzung führte zur Entstehung der Oberbanjar-Sprache (Bahasa Banjar Hulu).
Im Jahr 520 n. Chr. gründeten Einwanderer aus Sumatra das buddhistische Königreich Tanjungpuri in der heutigen Region Tanjung Tabalong.
Im 14. Jahrhundert baute Empu Jatmika, der aus Keling, Kediri, einwanderte, das Hindu-Königreich Dipa am Fluss Tapin. Später wurde es von Majapahits Rajasa-Dynastie regiert. Dies war der Beginn der javanischen Gerichtshöfe in Südkalimantan. Diese Hindu-Ära in Südkalimantan blieb eine einflussreiche Periode in der Geschichte Südkalimantans. Negara Dipa wurde im 15. Jahrhundert vom Hindu-Königreich Negara Daha abgelöst.
Der Geschichte zufolge musste Prinz Samudera, der rechtmäßige Erbe des Königreichs Negara Daha, wegen der Revolte seines Onkels gegen ihn vom Hof fliehen. Er stammte vom Volk von Bandar Masih (Bandar: Hafen, Masih: Malaiisches Volk). Mit Unterstützung des Sultanats Demak in Java gründete er 1526 ein neues islamisches Sultanat Banjar mit Bandar Masin und als Hauptstadt Sampai Dengan Tahun. Der Name Bandar Masih wurde später in seinen heutigen Namen Banjarmasin geändert.
Seit dem 19. Jahrhundert reichte die Migration der Banjaresen bis an die Ostküste Sumatras und Malaysias. In Malaysia und Singapur werden die Banjaresen den Ethnischen Malaien zugeordnet.

## Subethnizitäten
Die Banjaresen lassen sich anhand der Assimilationsorte der Malaien in drei Ethnien unterteilen: die lokalen Dayak (Dayak Bukit, Dayak Ma'anyan, Dayak Lawangan, Dayak Ngaju, Dayak Barangas und Bakumpai) und die Javaner.
1. Die Banjaresen Pahuluan, die in den Tälern am Oberlauf des Meratusgebirges leben.
2. Die Banjar Batang Banyu, die in den Tälern am Fluss Negara leben.
3. Die Banjar Kuala, die in Banjarmasin und Martapura leben.

## Sprache

Logo der banjaresischen Wikipedia-Ausgabe in arabischer Schrift

Die Muttersprache der Banjaresen ist die Banjaresische Sprache (Basa Banjar; Jaku Banjar), es ist eine austronesische Sprache des malaiischen Zweigs der malaiischen Sprachen, die überwiegend in den Regionen südöstliches Kalimantan gesprochen wird, insbesondere in Südkalimantan, sowie in Zentralkalimantan, vor allem in den Regierungsbezirken Seruyan und Sukamara, und in Ostkalimantan allgemein.
In der Linguistik ist strittig, ob Banjaresisch als eigene Sprache gilt, oder als ein Dialekt des Malaiischen. Vorrangig ist die Sicht als Eigene Sprache – die jedoch starke Verwandtschaften zur Javanischen Sprache und zum Malaiisch in Malaysia ausweist. Wer malaiisch spricht, ob nun Bahasa Melayu oder Indonesisch, der kann sich mit Banjaresen ohne große Probleme verständigen. Es gibt beispielsweise Lautverschiebungen, als Beispiel beim „Mensch“, Orang in Malaiisch, Urang im Banjaresischen.

### Beispieltext

#### Allgemeine Erklärung der Menschenrechte
Die folgenden Texte enthalten die Allgemeine Erklärung der Menschenrechte in der deutschen Übersetzung der englischen Originalfassung sowie in Banjaresisch.
| Deutsch | Banjaresisch |
| --- | --- |
| Allgemeine Erklärung der Menschenrechte | Parnyatan Hak Urang Barataan |
| Artikel 1 | Ujah 1 |
| Alle Menschen sind frei und gleich an Würde und Rechten geboren. Sie sind mit Vernunft und Gewissen ausgestattet und sollen im Geiste der Brüderlichkeit miteinander umgehen. | Sagala urang hiput babar lik sapala awak barataan. Urang sanyaan dibari nugaraha baakal maigungakan, handak bakawalan nang mambawa sumangat sapaadingan. |

#### Einfache Konversation
Hier sind Beispiele für einfache Konversationen in banjarischer Sprache:
| Banjaresisch | sapa ngaran pian? |
| Deutsch      | wie heißt du?     |

| Banjaresisch | ngaran ulun ...   |
| Deutsch      | Mein Name ist ... |

| Banjaresisch | ulun handak bailang kasidin |
| Deutsch      | Ich möchte dorthin reisen   |

## Religion

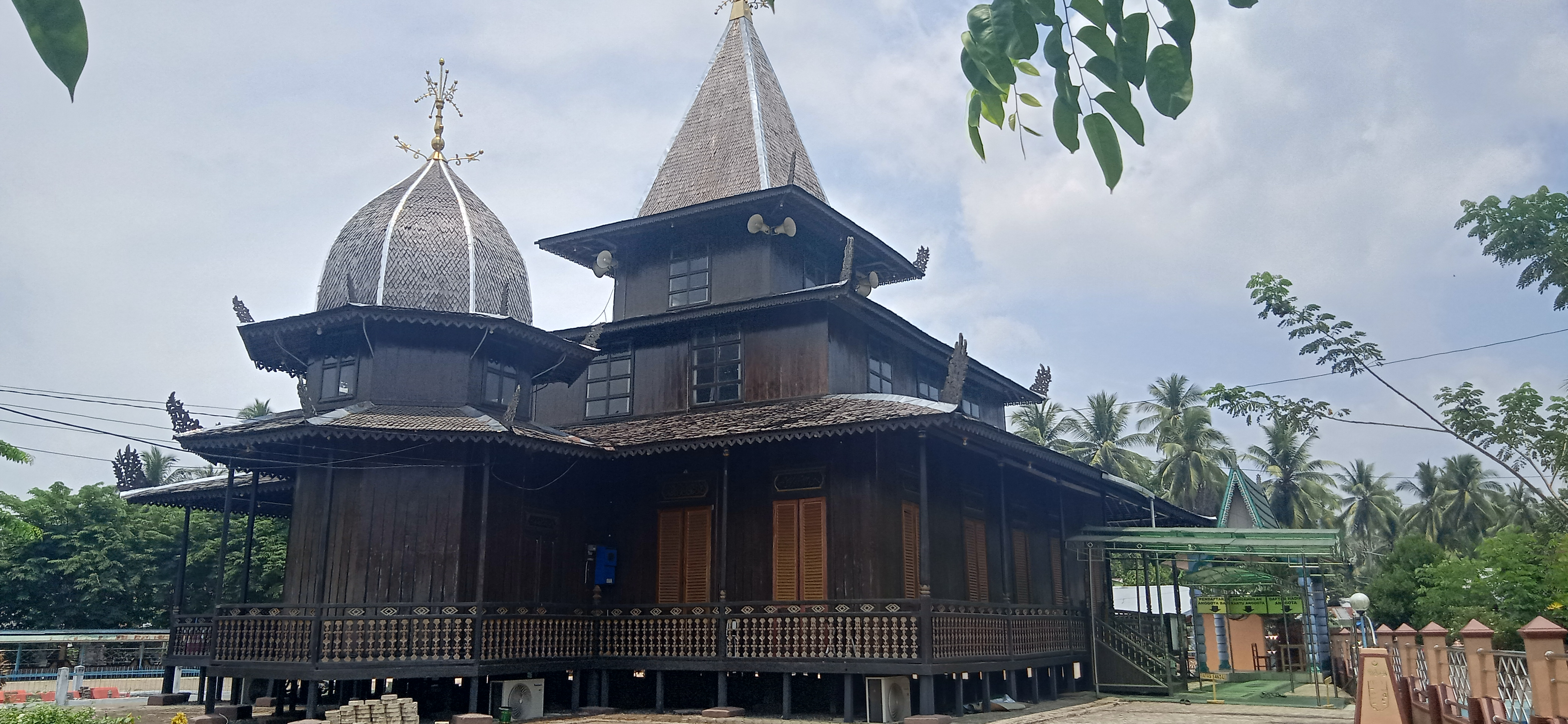
Eine traditionelle Moschee im Pfahlbaustil der Banjar

Die meisten Banjaresen sind Anhänger des Islam. Der Islam erreichte Südkalimantan erstmals im 15. Jahrhundert.

## Kultur

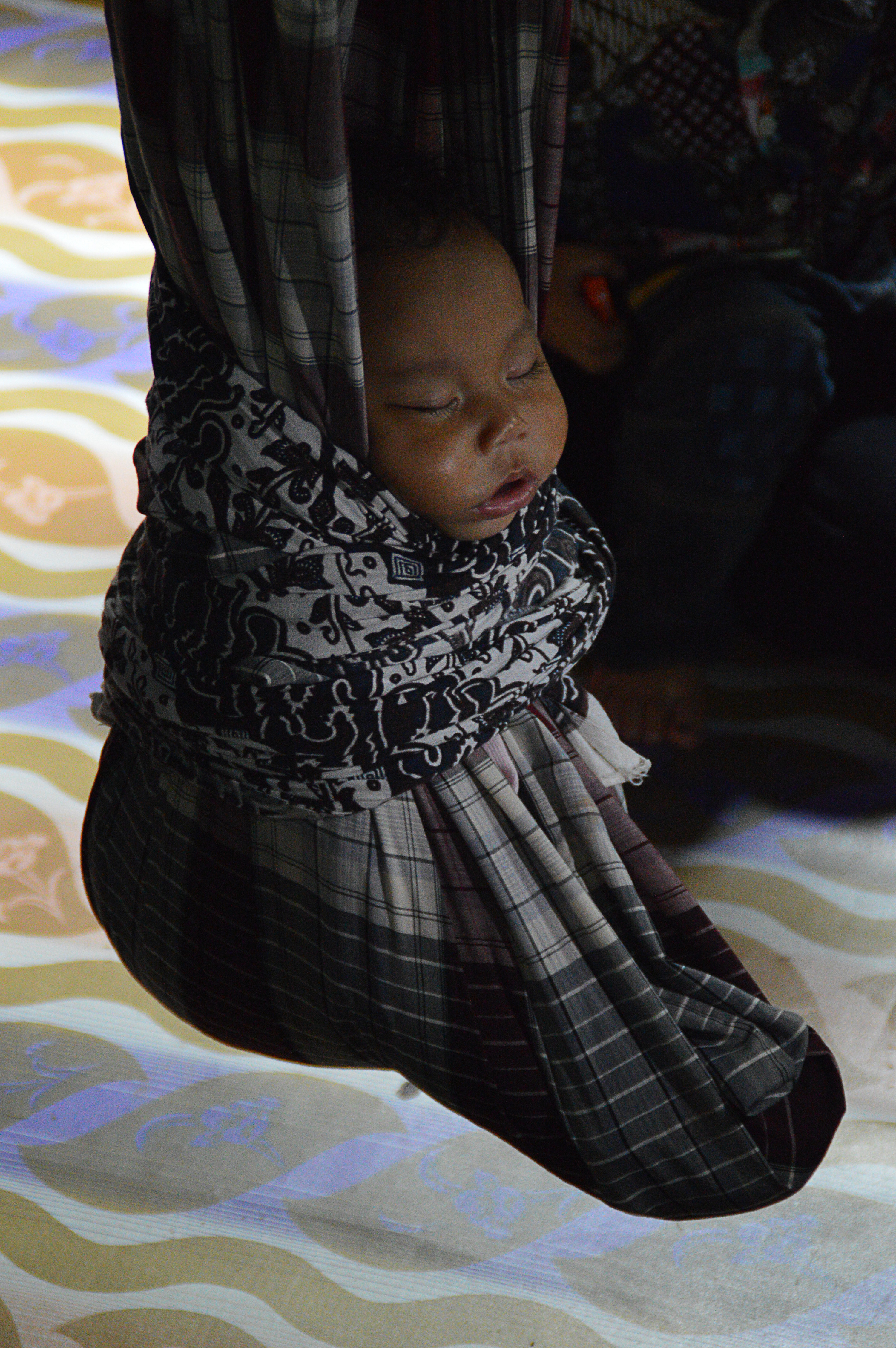
Schlafendes Kleinkind in einer Stoffschaukel („bapukung“)

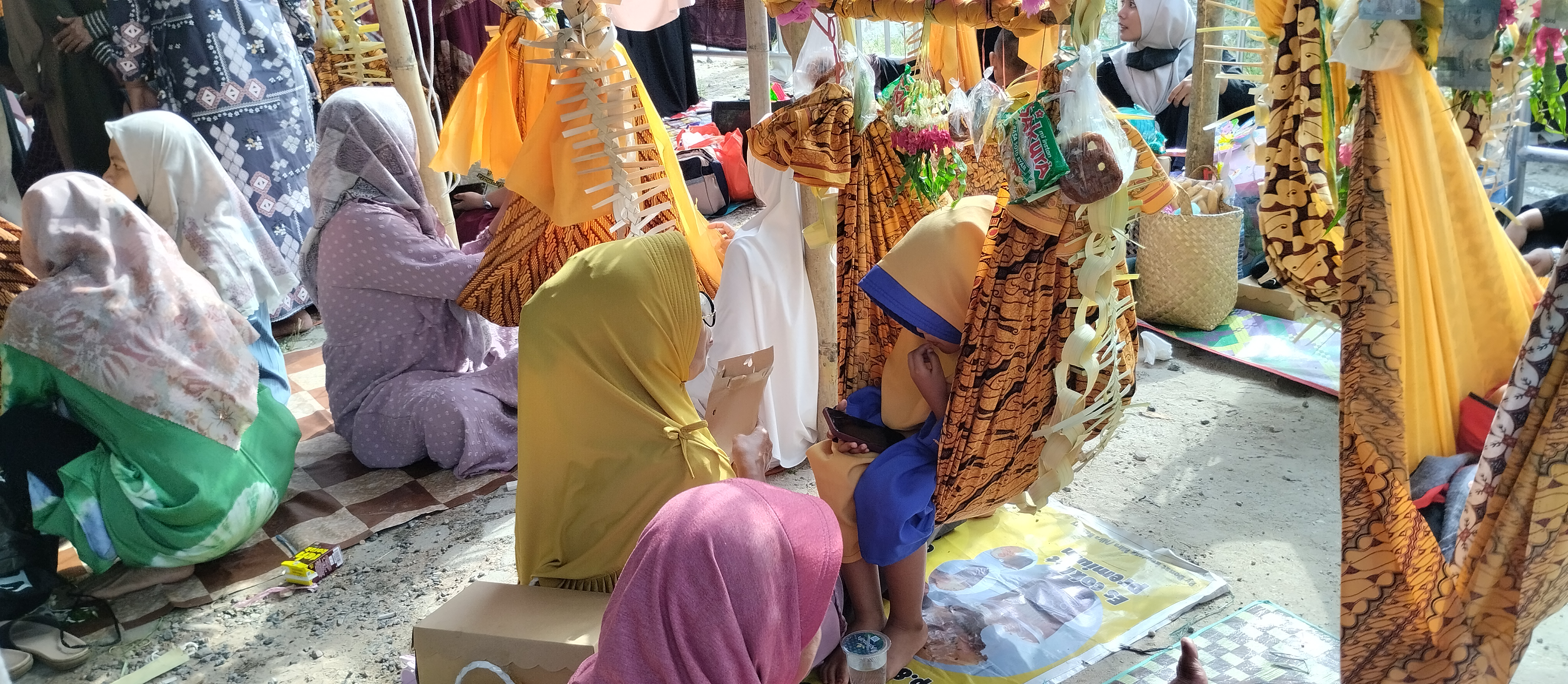
Tradition des „Baayun anak“

Die kulturellen Bräuche der Banjar wurzeln im Allgemeinen in den religiösen Ritualen der Kaharingan, die nach der Massenkonversion zum Islam an ihren neuen Glauben, den Islam, angepasst wurden.
Ein Beispiel ist die Tradition des „Baayun anak“, ein Ritual zur Kindersegnung für Anhänger der Kaharingan, bei dem balinesische Mantras rezitiert wurden. In der islamischen Banjar-Tradition werden beim „Baayun Anak“ heute keine balinesischen Mantras mehr verwendet, sondern stattdessen Koranverse und Gebete für den Propheten Muhammad rezitiert.
Bei den Banjar (Banjaresen) ist es Brauch, Säuglinge in einer aufrecht stehenden Trage aus gebundenem Stoff in den Schlaf zu legen. Die Praxis wird „Bapukung“ genannt.

### Banjar-Haus
Mehrere Arten traditioneller Banjar-Häuser

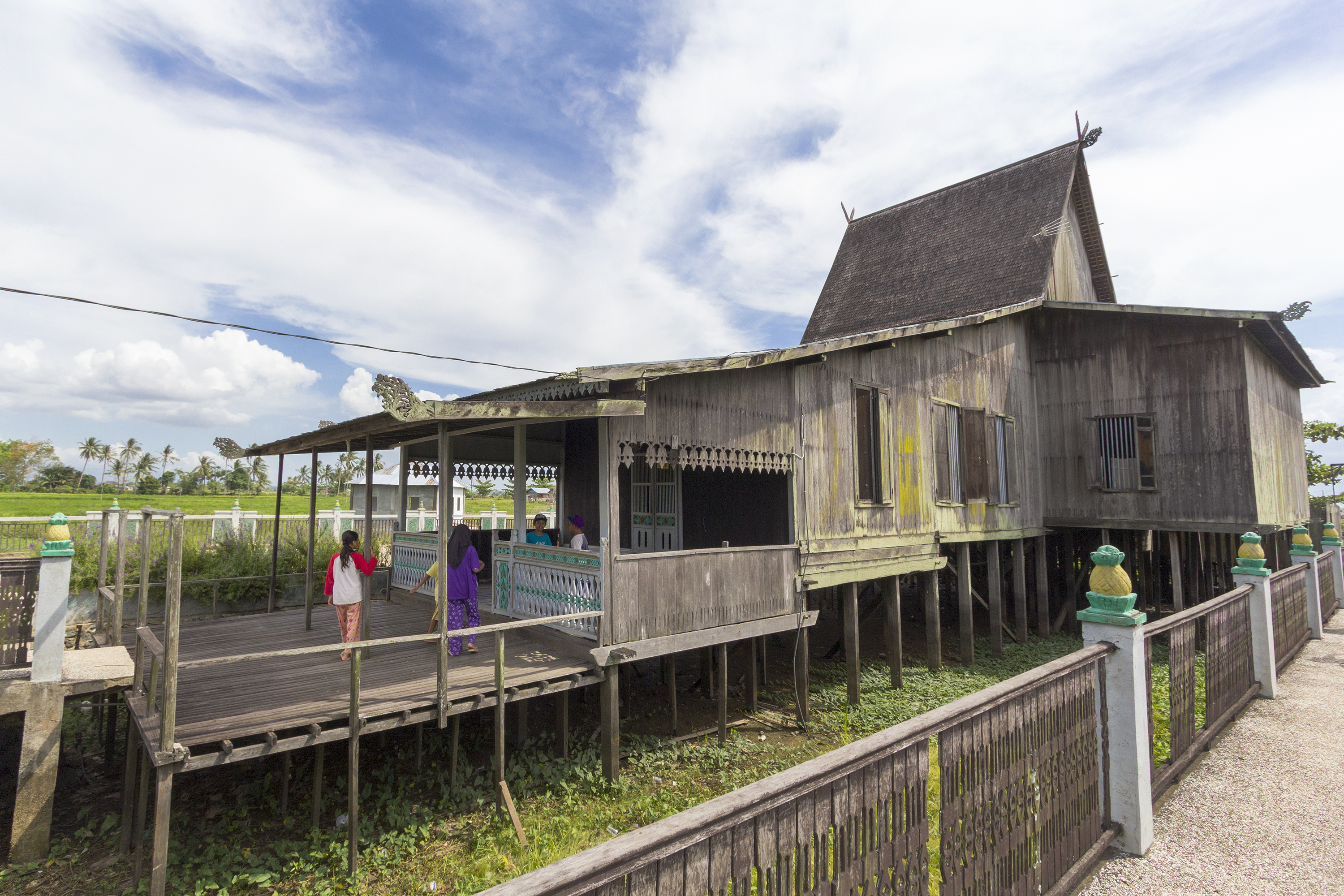
Bubungan Tinggi-Haus
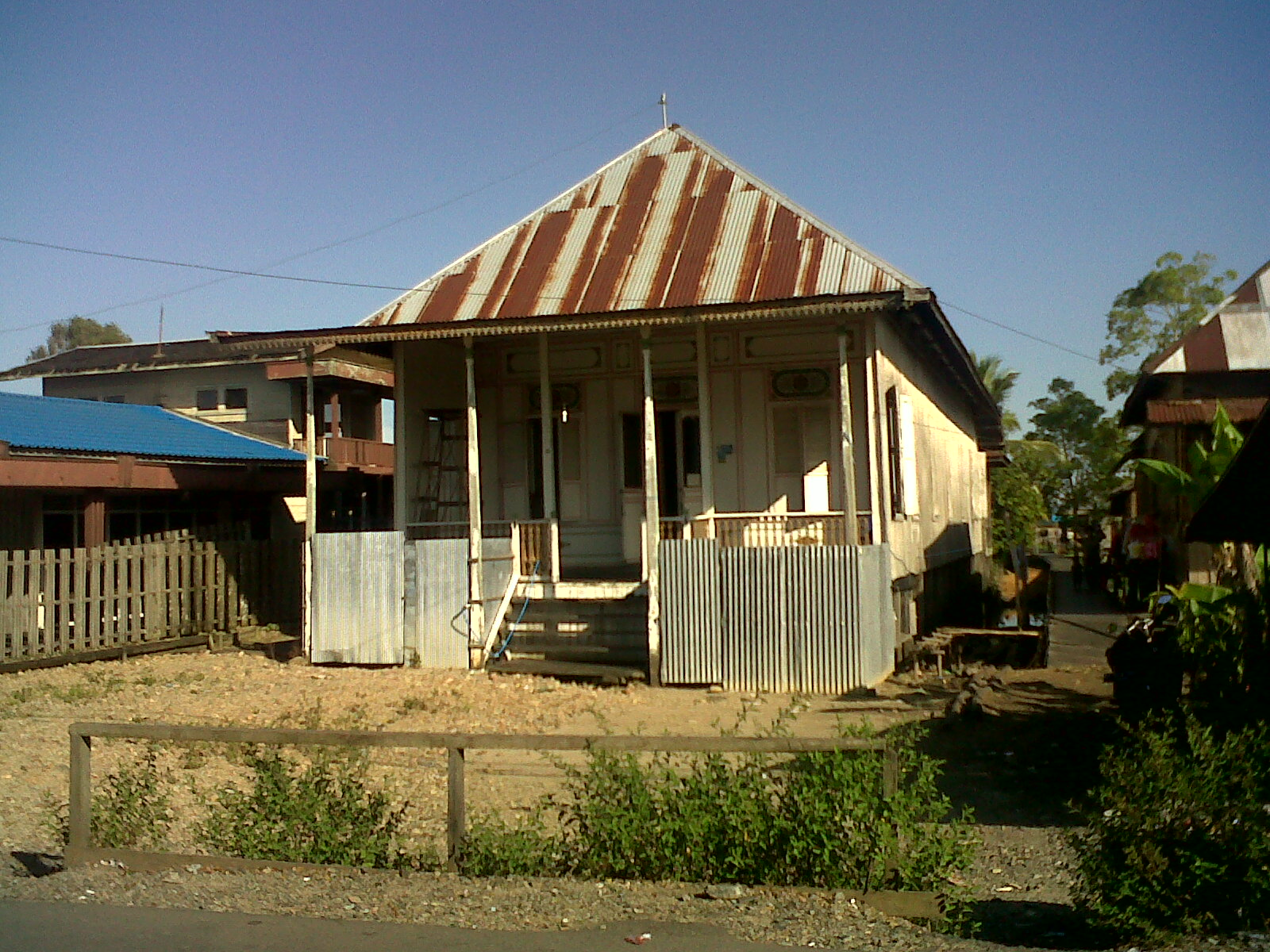
alimasan-Haus ohne Anjung im Dorf Habirau
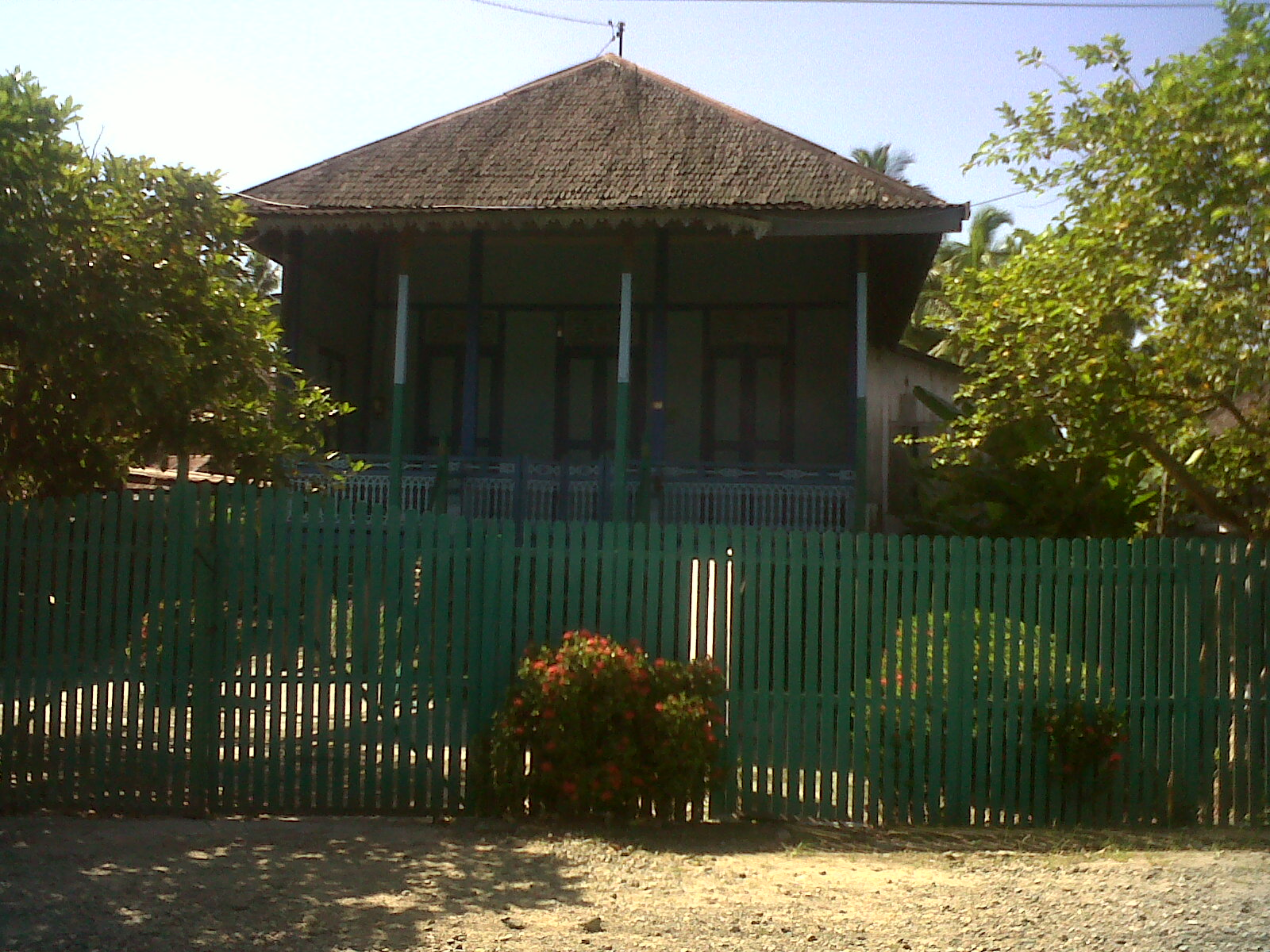
Balai-Bini-Haus mit vier Säulen im Dorf Pamangkih
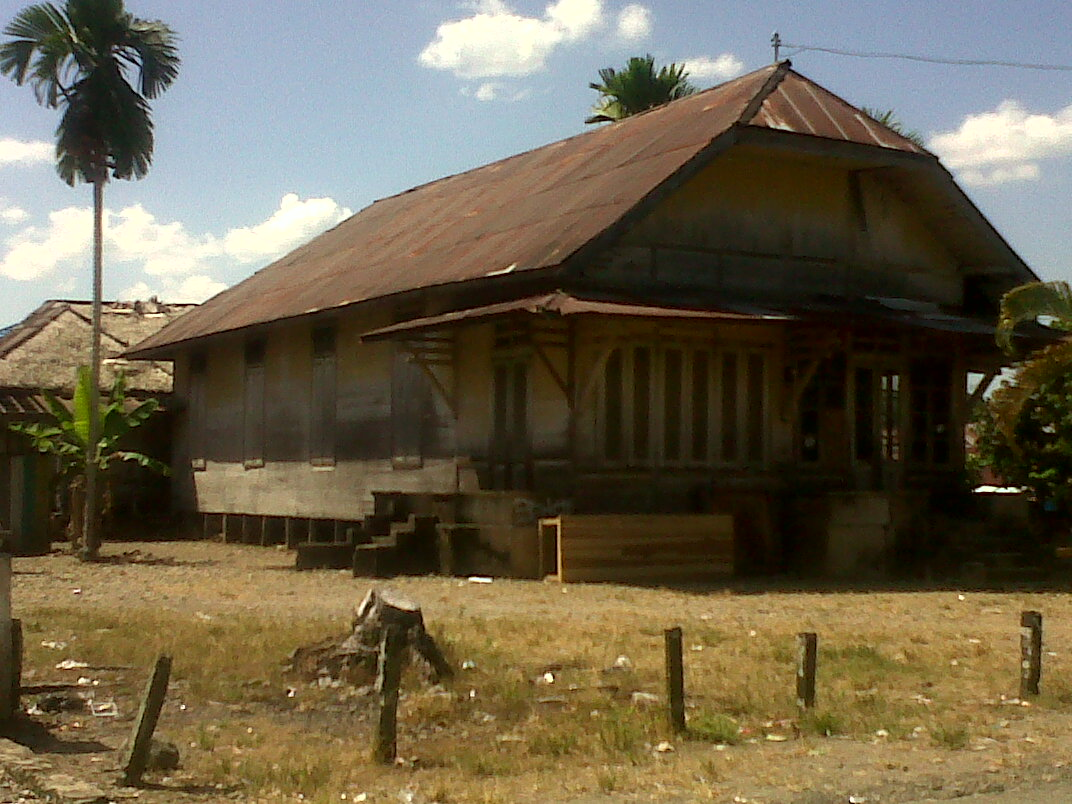
Gajah Manyusu Haus
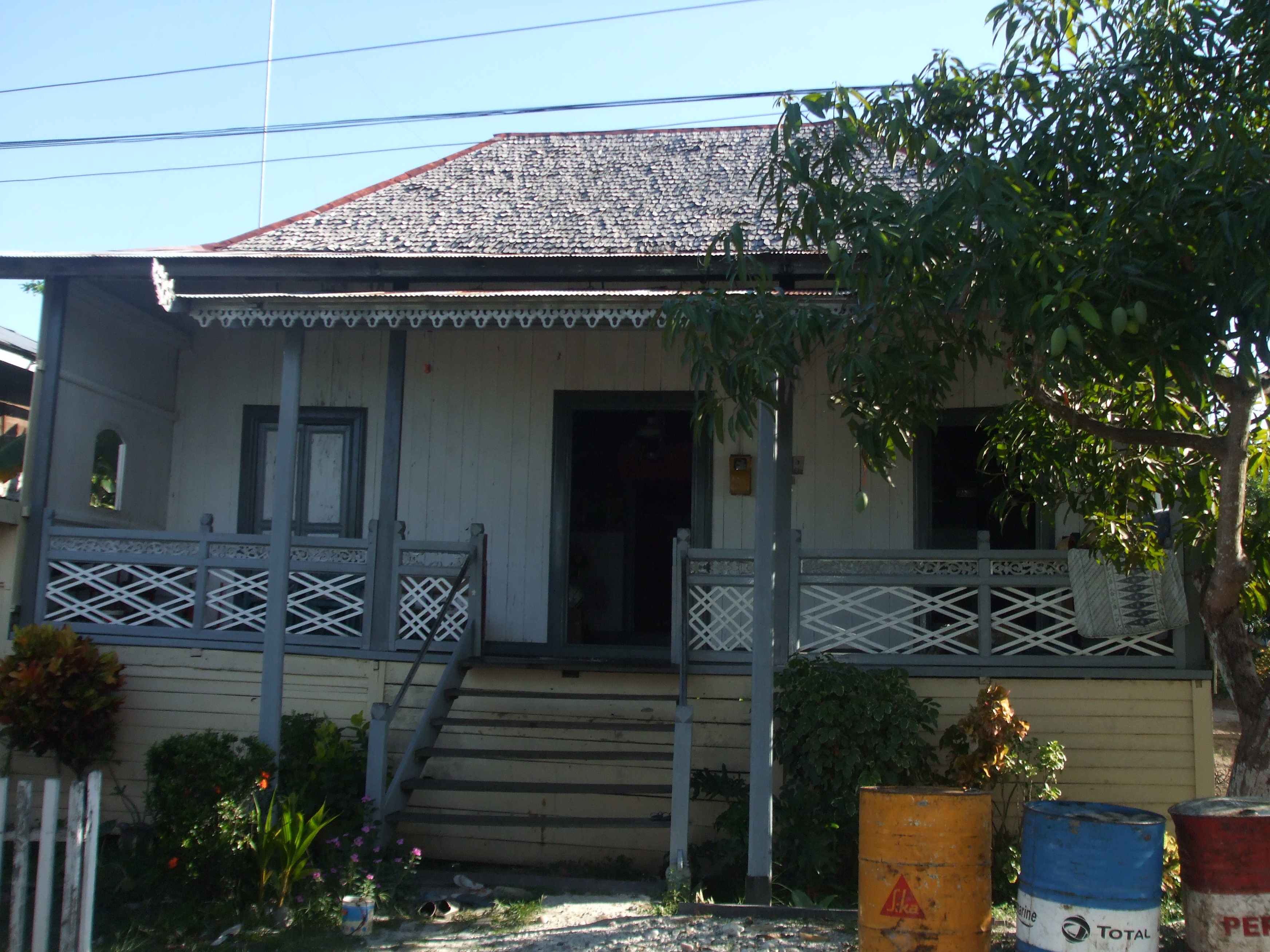
Joglo-Gudang-Haus in Marabahan, Barito Kuala

Die Banjar-Architektur zeichnet sich durch symbolische Elemente, die Betonung des Daches, ornamentale und dekorative Gestaltung, die Verwendung von Ulin-Holz als Hauptbaumaterial und einen symmetrischen Grundriss aus.
Traditionelle Banjar-Häuser haben unterschiedliche Stile und Schnitzereien, die vor 1871 entwickelt wurden und bis 1935 erhalten blieben. Unter den verschiedenen Banjar-Haustypen genießt der Typ „Bubungan Tinggi“ den höchsten Stellenwert und ist der bekannteste, da er einst die Residenz des Königs war.
Auch heute noch ist „Bubungan Tinggi“ das ikonische Traditionshaus der Banjar.

### Mündliche Überlieferungen

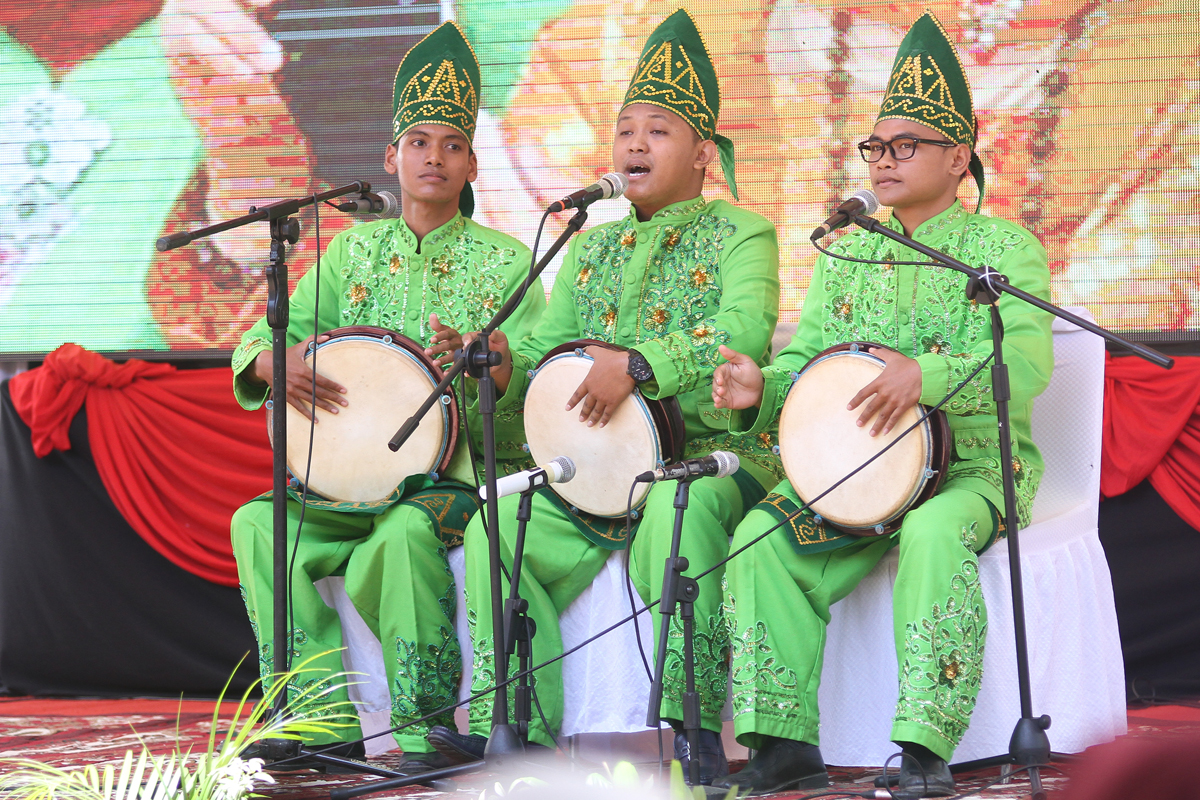
Madihin ist eine mündliche Gesangsdarbietung, die ursprünglich aus dem Bereich Banjar stammt

Die mündlichen Überlieferungen der Banjaresen sind stark von der malaiischen, arabischen und chinesischen Kultur beeinflusst. Die mündlichen Überlieferungen der Banjaresen, die sich später zu Kunstformen entwickelten, begannen sich um das 18. Jahrhundert zu entwickeln, darunter „Madihin“ und „Lamut“.
„Madihin“ leitet sich vom arabischen Wort „madah“ (ﻤﺪﺡ) ab, was Lobpreis bedeutet. Es handelt sich um eine anonyme Form der Volksdichtung, die der Unterhaltung dient und mündlich oder schriftlich in der Banjar-Sprache vorgetragen wird. Sie folgt bestimmten physischen und mentalen Strukturen gemäß den Konventionen der Banjar-Folklore in Südkalimantan.
Lamut hingegen ist eine Tradition des Geschichtenerzählens, die Botschaften und Werte der Religion, Gesellschaft und Kultur der Banjar vermittelt. Lamut stammt ursprünglich aus China und wurde ursprünglich in chinesischer Sprache aufgeführt. Nachdem es jedoch von chinesischen Händlern in die Banjar-Region eingeführt wurde, wurde die Sprache an die Banjar-Sprache angepasst.

### Volkstheater

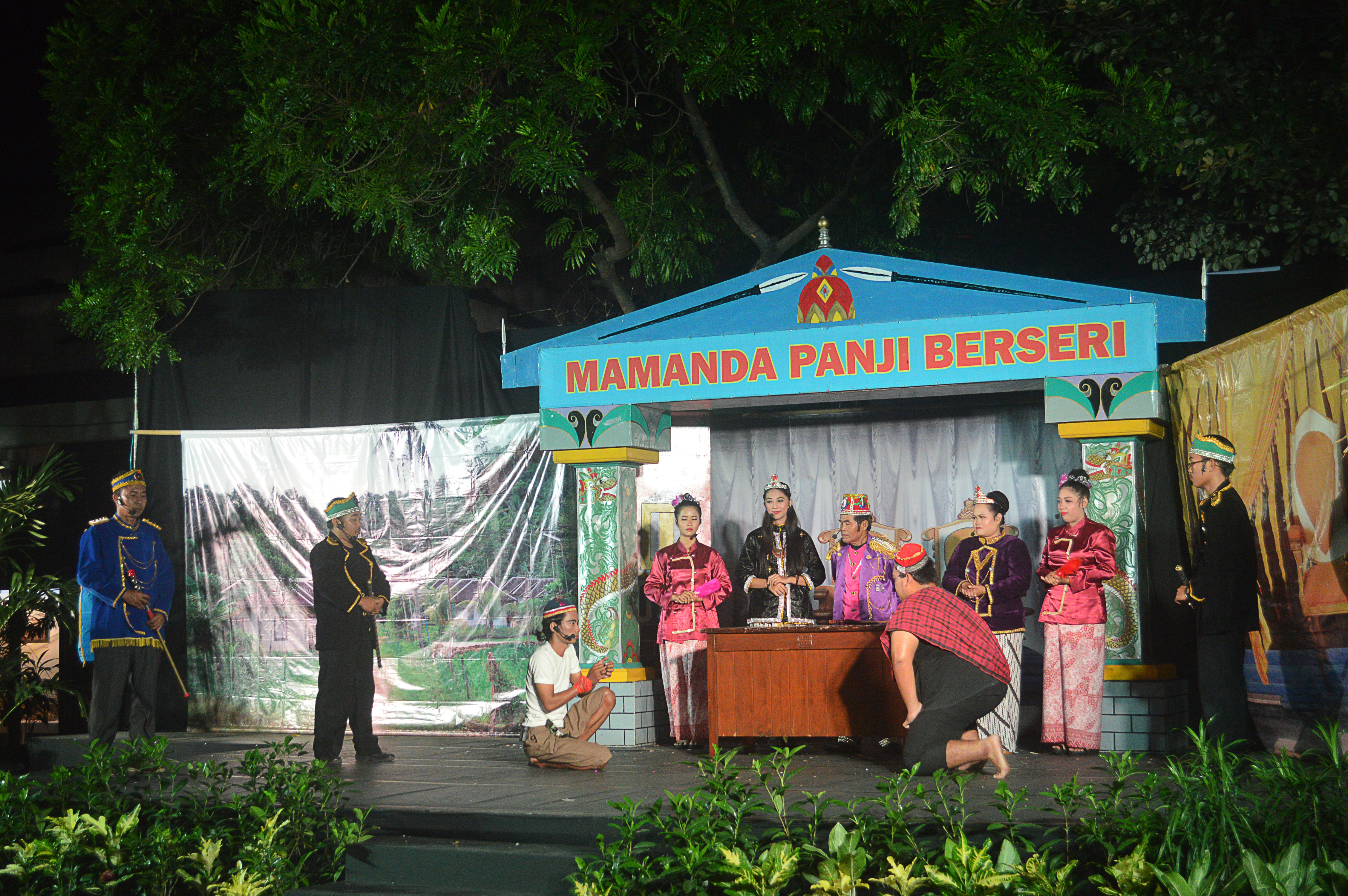
Aufführung von Mamanda aus Kutai, Ostkalimantan

Die einzige traditionelle Theaterkunst, die sich auf der Insel Kalimantan entwickelt hat, ist Mamanda. Mamanda ist eine traditionelle Theaterkunst aus Südkalimantan. Im Vergleich zu anderen darstellenden Künsten ähnelt Mamanda in Bezug auf die Interaktion zwischen Schauspielern und Publikum eher dem Lenong. Diese Interaktion regt das Publikum dazu an, aktiv witzige Kommentare zu äußern, was die Atmosphäre lebendiger macht.
Der Unterschied besteht darin, dass sich „Lenong“ mit der Zeit weiterentwickelt hat, während „Mamanda“ eher einer monotonen Handlung folgt, die sich um einen königlichen Hof dreht. In „Mamanda“ sind die Charaktere festgelegt, wie zum Beispiel „Raja (Fürst, König), Perdana Menteri (Premierminister), Mangkubumi, Wazir (Wesir), Panglima Perang (Kriegsherr, General), Harapan Pertama (Kronprinz), Harapan Kedua (Zweiter Prinz), Khadam (Clown/Adjutant), Permaisuri (Königin/Fürstin)“ und „Sandut (Putri)“. Diese Charaktere müssen in jeder Aufführung auftreten. Um die Geschichte spannend zu halten, werden oft zusätzliche Charaktere eingeführt, wie zum Beispiel „Raja dari Negeri Seberang (besuchender Nachbar-König), Perompak (Pirat), Jin (Geist), Kompeni (Gesellschaft, Fest)“ und andere Nebenfiguren, die die Geschichte bereichern.
Es wird angenommen, dass der Begriff „Mamanda“ verwendet wurde, weil im Stück Figuren wie der „Wazir“, „Menteri“ und „Mangkubumi“ vom „Raja“ mit „Pamanda“ oder „Mamanda“ angesprochen werden. „Mamanda“ leitet sich etymologisch vom Wort „mama“ (mamarinda), was in der Banjar-Sprache Onkel bedeutet, und „nda“, was „ehrenhaft“ bedeutet, ab. Daher bezeichnet „Mamanda“ einen „ehrenhaften Onkel“, eine respektvolle Bezeichnung für ein Familienmitglied im Verwandtschaftssystem.

### Musik

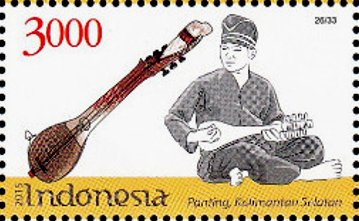
Das Instrument „Panting“ war auf indonesischen Briefmarken abgebildet.

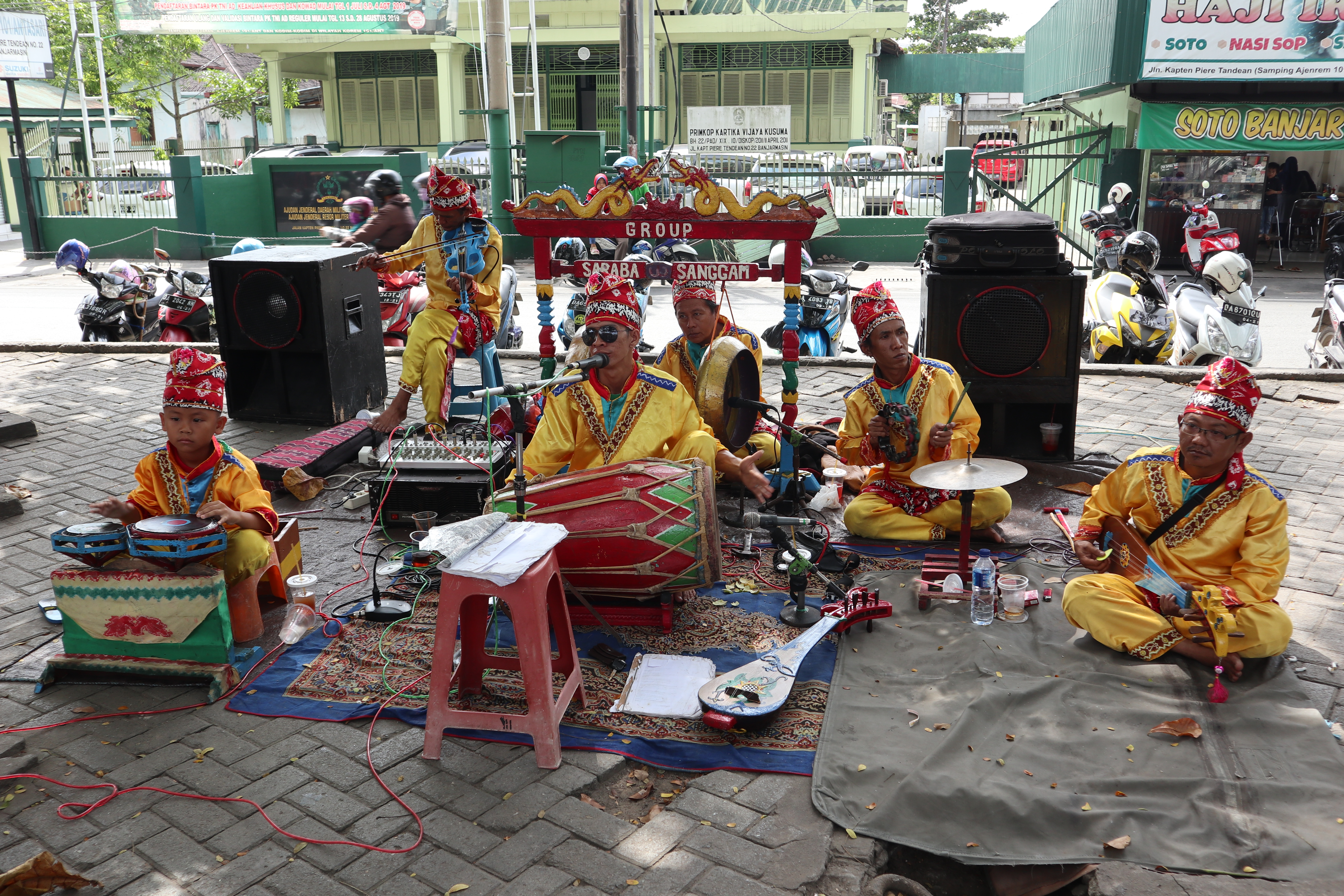
Eine der Banjar-Musikgruppen tritt in der Region Siring Tendean in Banjarmasin auf.

Eine der traditionellen Musikkünste der Banjar ist das „Musik Panting“. Diese Musik wird „Panting“ genannt, weil sie vom Instrument „Panting“ dominiert wird, einer Art Gambus (Laute), die Saiten (Panting) verwendet, daher der Name „Musik Panting“.
Musik Panting stammt ursprünglich aus der Region Tapin in Südkalimantan. Das „Panting“ selbst ist ein Zupfinstrument, das dem arabischen Gambus ähnelt, aber kleiner ist. Früher wurde „Musik Panting“ solo gespielt, nur eine Person spielte. Im Laufe der Zeit und mit der Weiterentwicklung des Musikgeschmacks stellte man fest, dass „Musik Panting“ noch fesselnder wirkt, wenn es zusammen mit anderen Instrumenten gespielt wird. Heute wird es häufig von Instrumenten wie „Babun“ (Gendang (Röhrentrommeln)), „Agung“ (Gong) und „Piul“ (Violine) begleitet; mehrere Musiker spielen gemeinsam. Der Name „Musik Panting“ wurde erstmals von A. Sarbaini geprägt. Bis heute ist diese Musik eine bekannte traditionelle Musikform aus Südkalimantan.
Darüber hinaus gibt es eine weitere traditionelle Musikkunst der Banjar, die „Musik Kentung“. Diese Musik stammt aus der Regentschaft Banjar, genauer gesagt aus den Dörfern Sungai Alat in Astambul und Bincau in Martapura (Südkalimantan). Heute wird „Musik Kentung“ immer seltener.
Früher wurden die Instrumente bei Wettbewerben eingesetzt. In diesen Wettbewerben wurden nicht nur nach dem Klang bewertet, sondern auch magische Elemente, beispielsweise ob das Instrument des Gegners während des Wettbewerbs zerbrechen oder keinen Ton erzeugen würde.

### Tänze

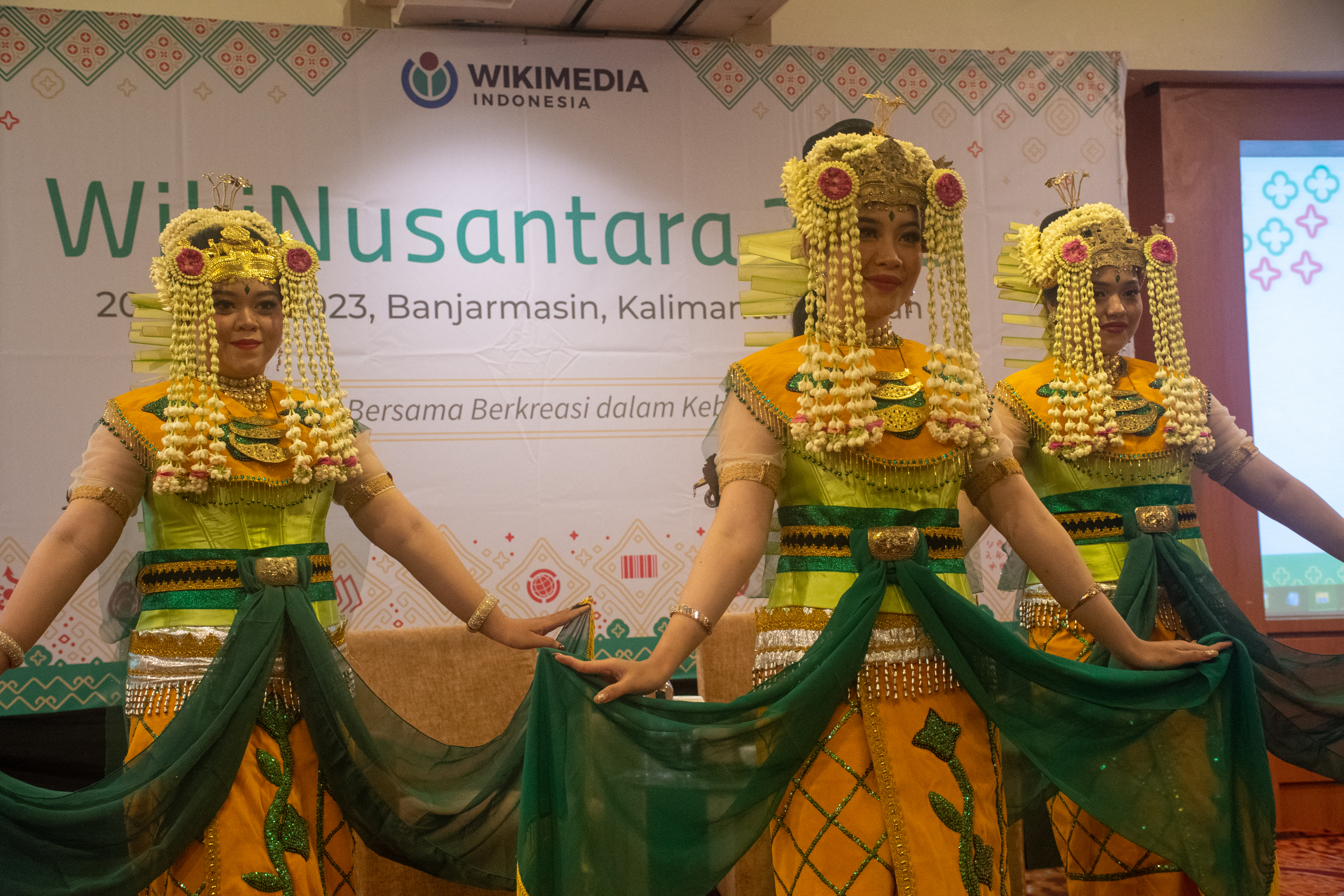
Früher wurde der Baksa Kembang-Tanz von den Prinzessinnen des Banjar-Palastes zur Begrüßung von Gästen aufgeführt.
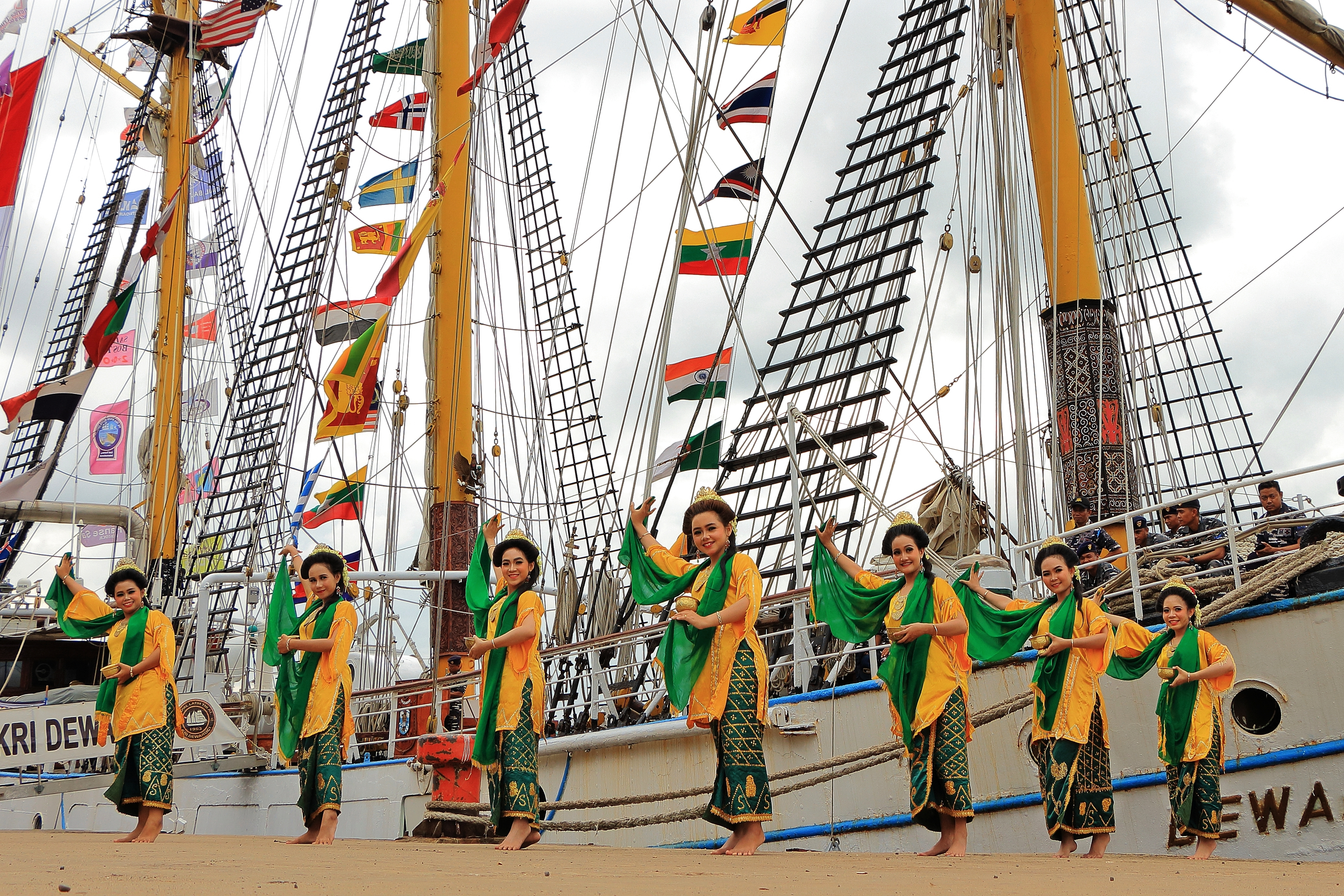
Radap Rahayu ist eine Form des klassischen Banjar-Tanzes.

Die Banjar-Tanzkunst lässt sich in zwei Arten unterteilen: Tänze, die im königlichen Palast (Keraton) entwickelt wurden, und Tänze, die vom Volk der Banjar entwickelt wurden.
Der Palasttanz wird durch den Begriff „Baksa“ charakterisiert, der sich vom javanischen Wort „Beksan“ ableitet und die Verfeinerung der Bewegungen in der Choreografie bezeichnet. Diese Tänze existieren seit Hunderten von Jahren, seit der Hindu-Ära, aber ihre Bewegungen und Kostüme wurden an den heutigen Kontext angepasst. Bestimmte Bewegungen, die nach islamischen Bräuchen als unangemessen gelten, wurden leicht abgeändert.

## Beziehungen zu den Dayaks

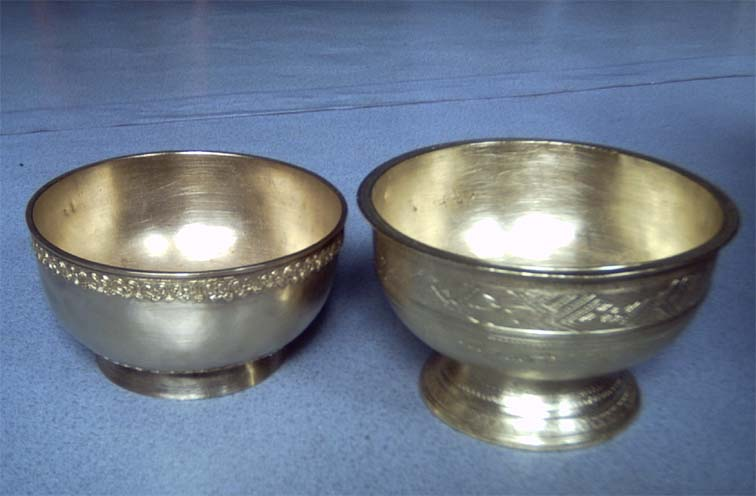
Sasanggan, eine Bronzeschale, die von den Banjaresen während einer traditionellen Zeremonie verwendet wird

Das Verhältnis zwischen den Banjar und den benachbarten Dayaks war stets gut. Einige zum Islam konvertierte Dayaks haben sich ebenfalls in die Banjar-Kultur integriert und nennen sich selbst Banjar. Die Dayaks betrachten die Banjars auch als ihre Brüder und Schwestern. Dies wird noch dadurch verstärkt, dass es viele Mischehen zwischen den Banjars und den Dayaks gibt, sogar unter Mitgliedern des Königshauses. Beispielsweise gehörte Biang Lawai, die Frau eines Banjar-Königs, der Ethnie der Dayak Ngaju an. Das bedeutet, dass die Könige und Königinnen der Banjaresen Dayak-Abstammung im Blut haben.
Den Legenden der Meratus Dayak zufolge sind Banjaresen und Meratus Nachkommen verwandter Brüder von Datung Ayuh oder Sandayuhan, dem Vorfahren von Meratus Dayak, während Bambang Basiwara oder Intingan die Vorfahren von Bajaresen waren. In den Legenden ist Sandayuhan stark und kämpferisch, während Intingan körperlich schwächer, aber intelligenter ist. Diese Beziehung wurde stärker, als beide Ethnien im 18. Jahrhundert von den Niederländern kolonisiert wurden. Einige der am Banjar-Krieg beteiligten Krieger gehören der Dayak-Ethnie an oder haben Dayak-Abstammung im Blut.

## Galerie

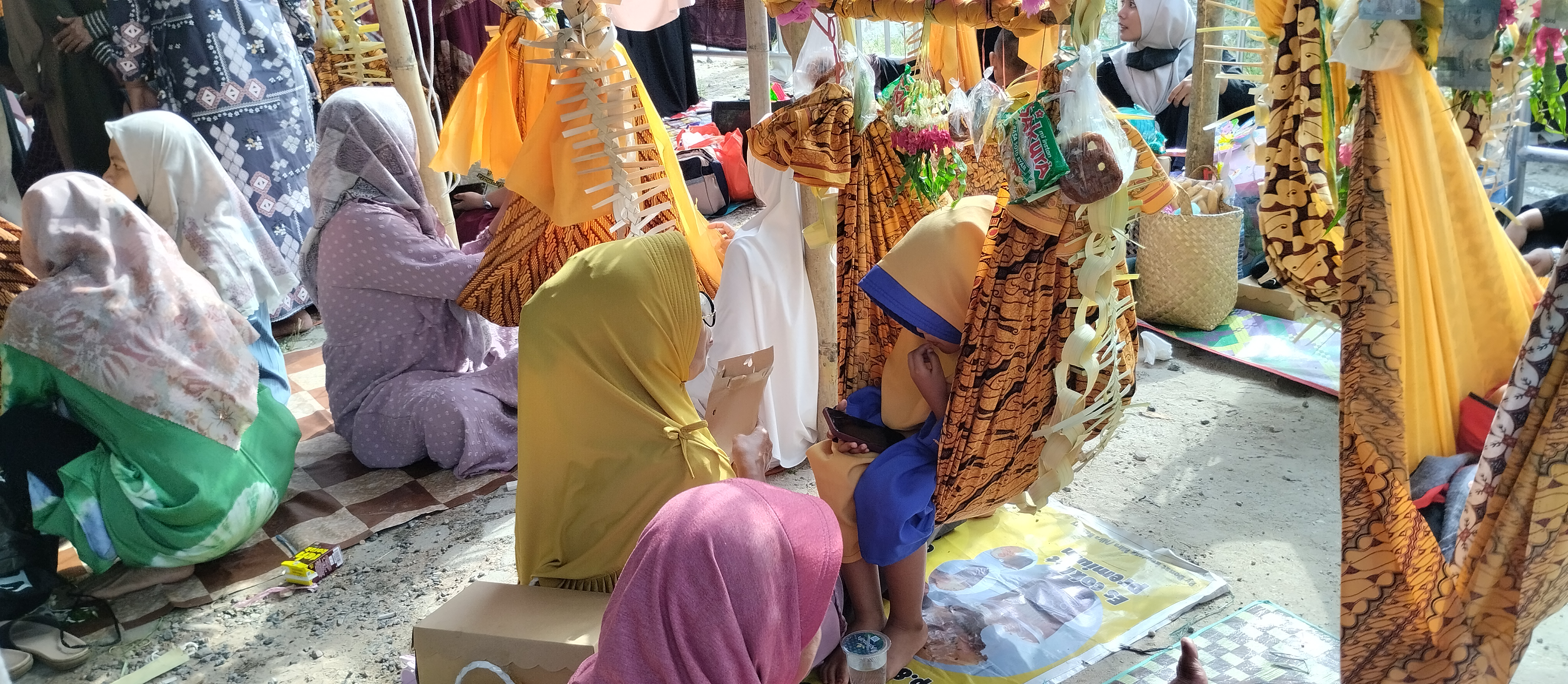
Die „Baayun Anak“-Tradition des Banjar-Volkes
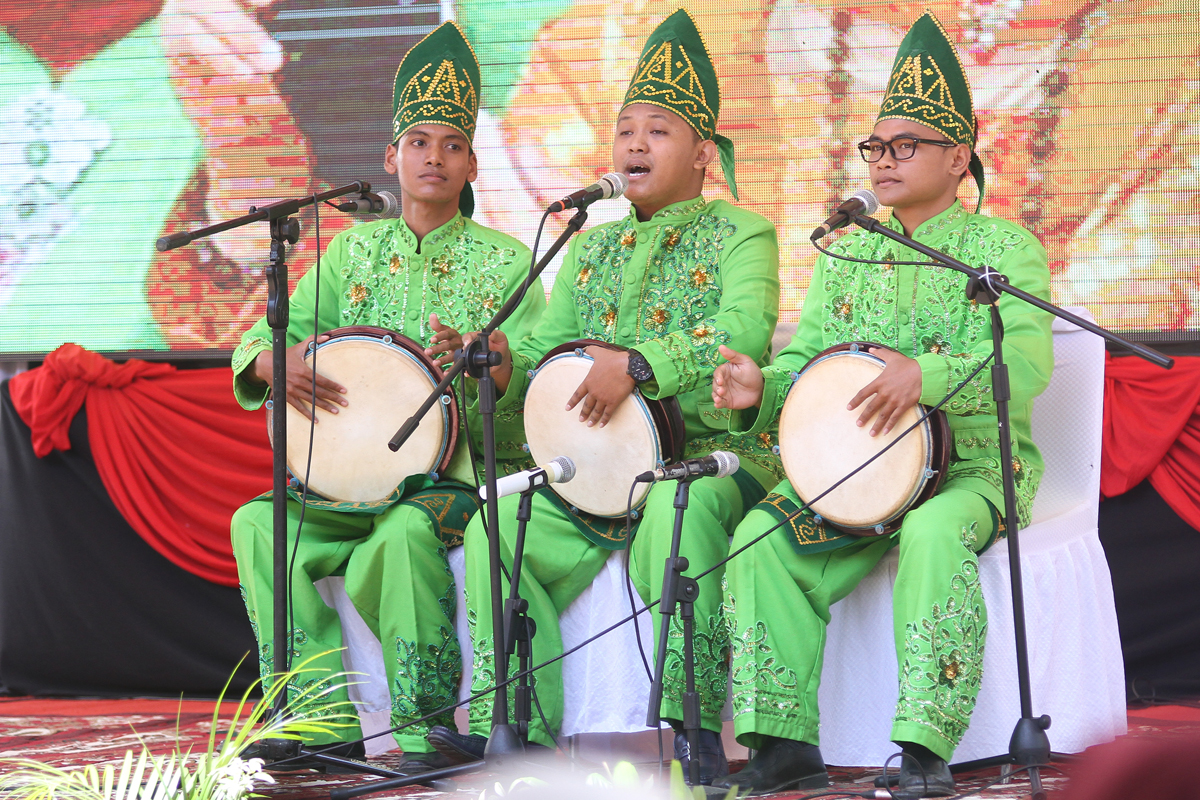
Madihin, islamische Musikaufführung
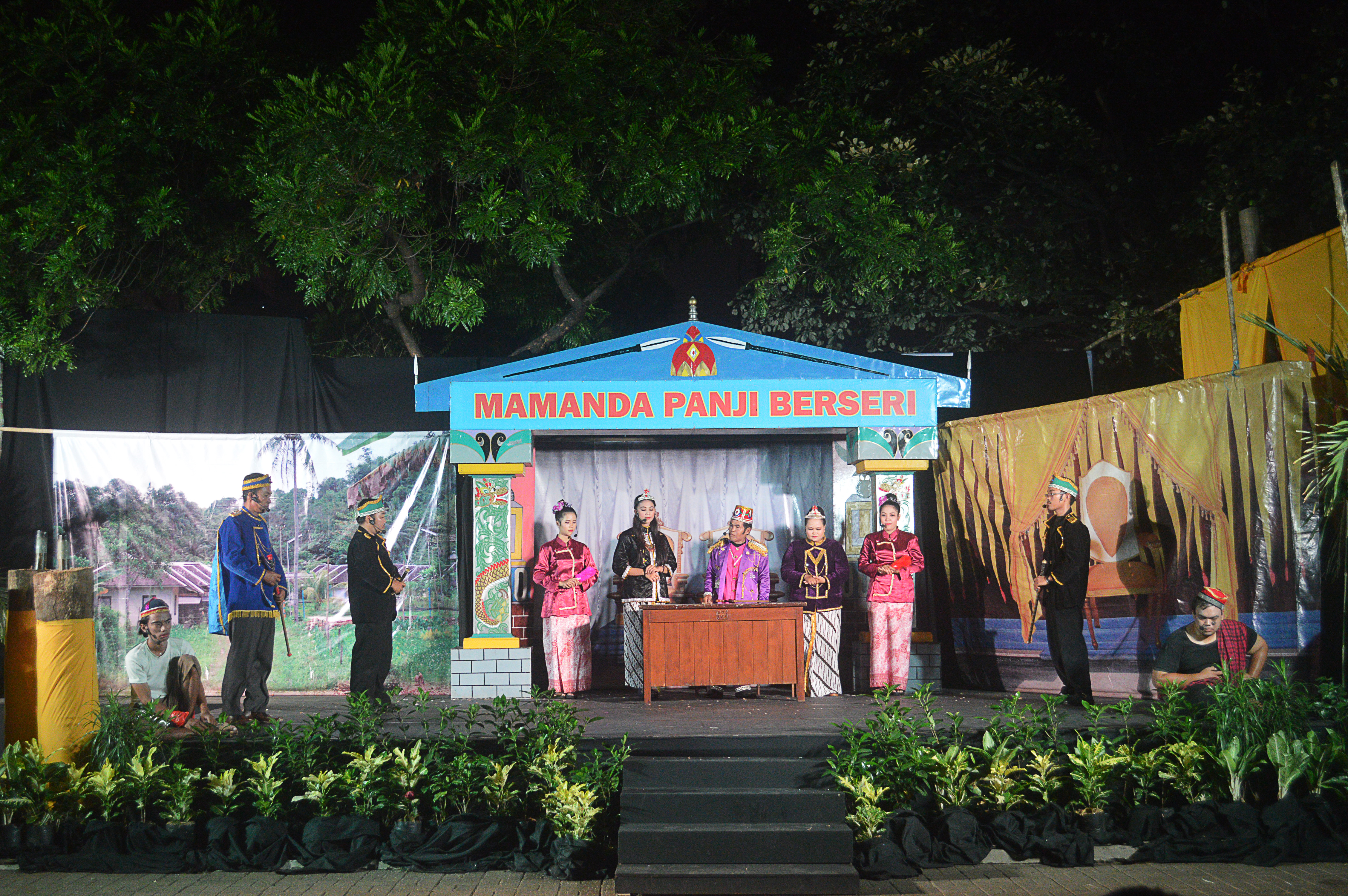
„Mamanda“, traditionelle Theateraufführung
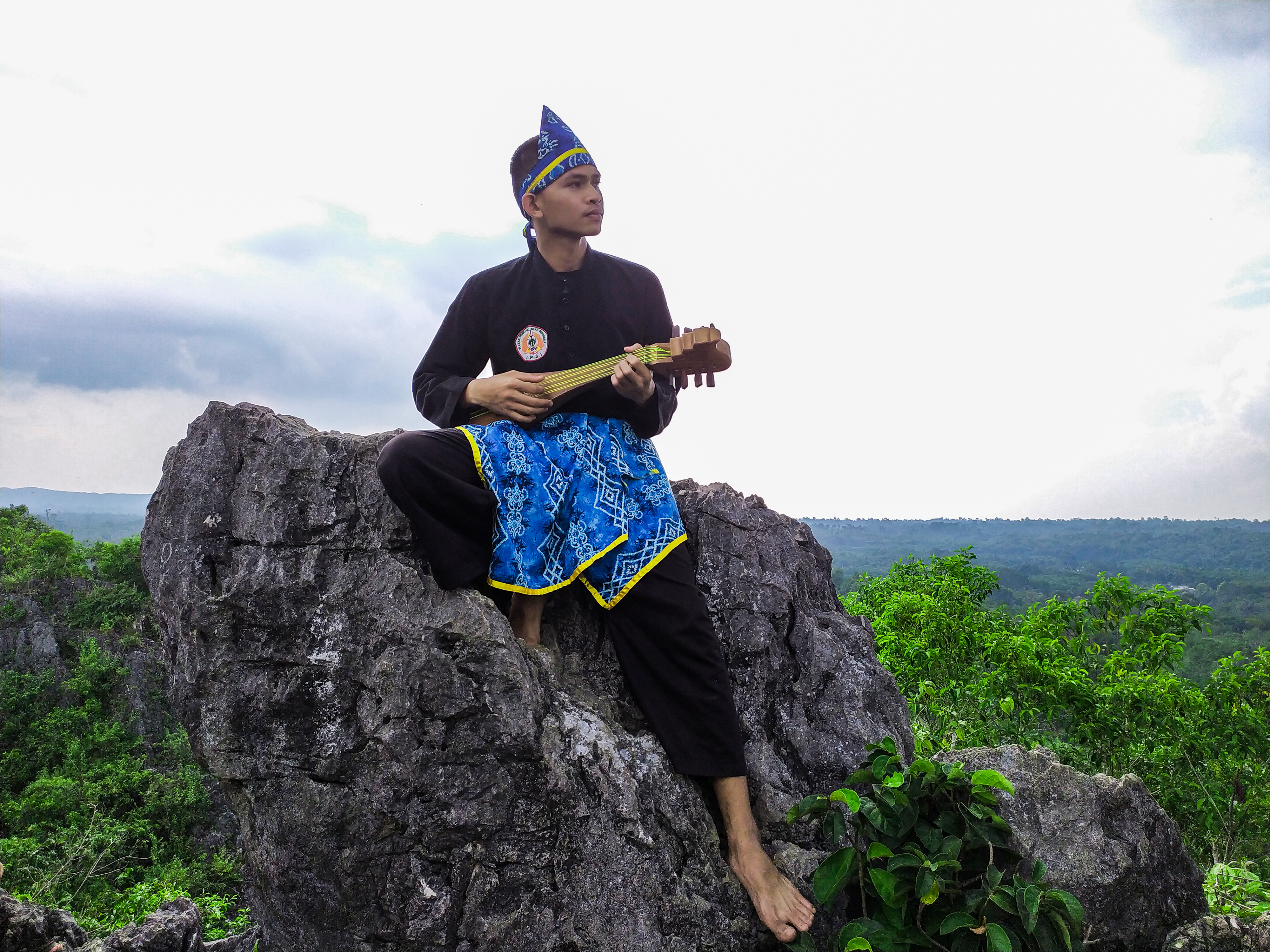
Banjarer, der das „keuchende“ Musikinstrument spielt
- Banjaresische Musik begleitet den Japin-Sigam-Tanz, der von der Insel (Pulau) Laut stammt.
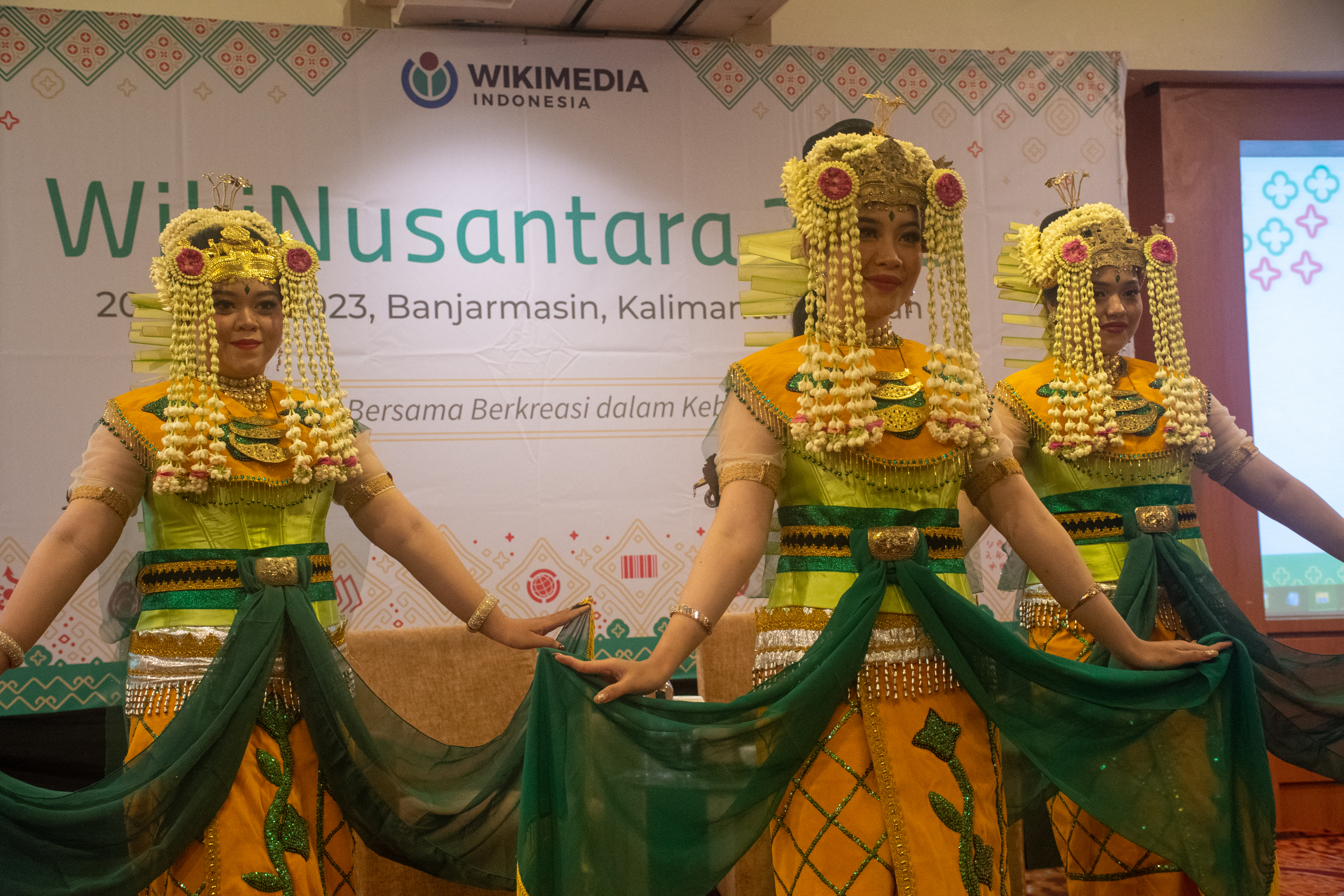
Drei Banjar-Tänzerinnen tanzen den Baksa Kembang
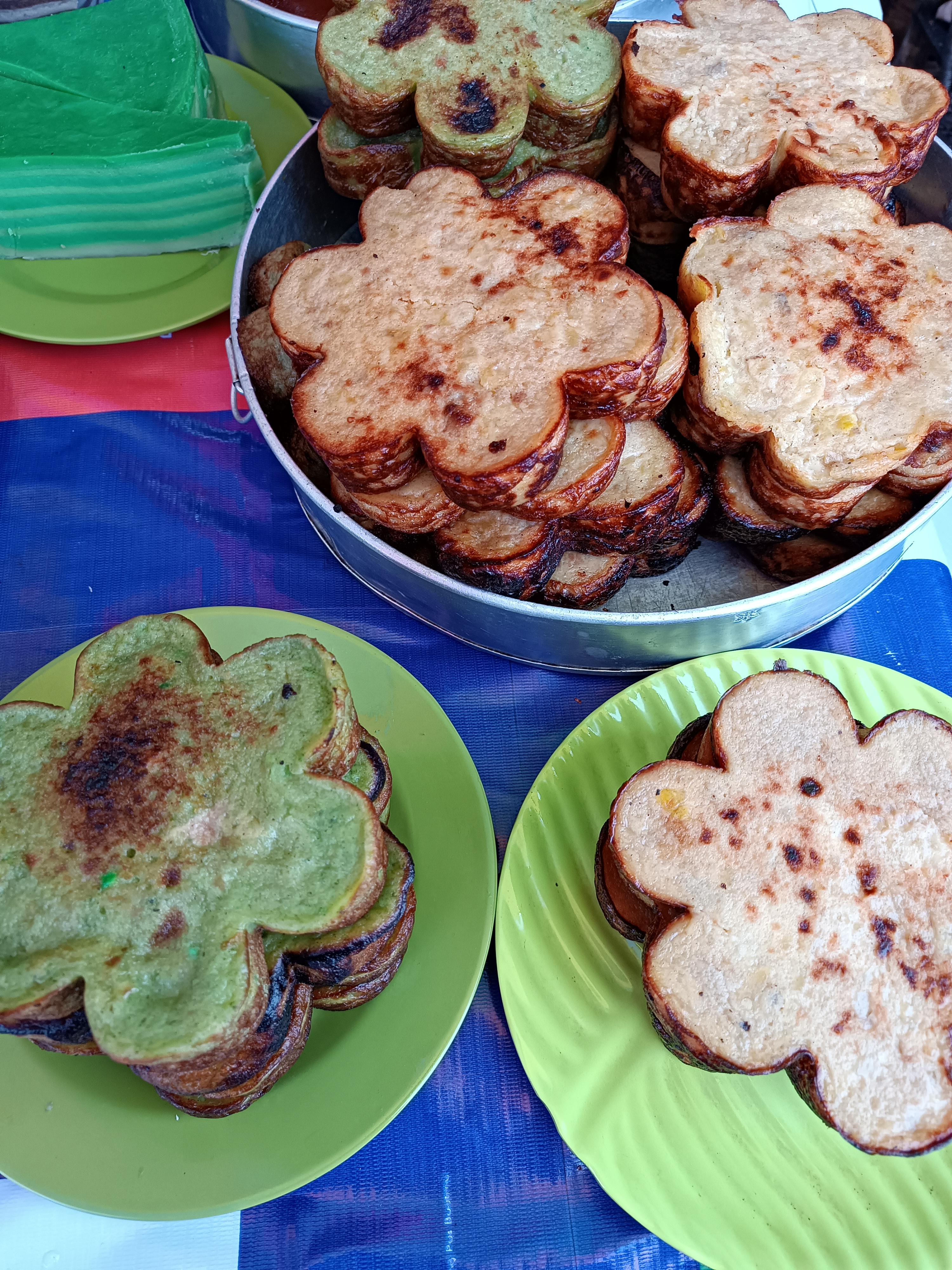
Kue bingka, ein traditioneller Kuchen des Banjar-Volkes